# Анджей Валігурський
Анджей Валігурський (пол. Andrzej Waligórski; 20 жовтня 1926, Новий Торг — 10 травня 1992, Вроцлав) — польський актор, поет, сатирик, журналіст, багато років працював на Польському Радіо у Вроцлаві.
Став відомим як автор текстів пісень, що виконав, зокрема, Тадеуш Хила і Олек Кротовський з Малгожатою Зверховською (близько тисячі пісень). Сам себе він часто називав «автором текстів».
Очолював вроцлавський розважальний радіожурнал «Студія 202», з якої постав квартет «Еліта», з яким в подальшому співпрацював.
Створив постать Дрептака, був автором, зокрема «Казочок Бабці Пімпусихи» та популярної передачі «Лицарі», що була складовою радіожурналу «60 хвилин на годину», в якій пародіювалася трилогія Генрика Сенкевича (саме тут звучала пісенька «Гей, шаблі до бою»)
Його вірші публікував на останній сторінці тижневик «Найвищий час». Не був приналежний до жодної політичної партії, певний час був членом Прихильників Демократії.
Помер через серцевий напад. Похований на Грабішинському цвинтарі у Вроцлаві.